# Perla Negra
The Black Pearl (también conocido como El Perla Negra en Hispanoamérica y La Perla Negra en España) es un barco ficticio perteneciente al universo cinematográfico de la saga de Piratas del Caribe.

## Características

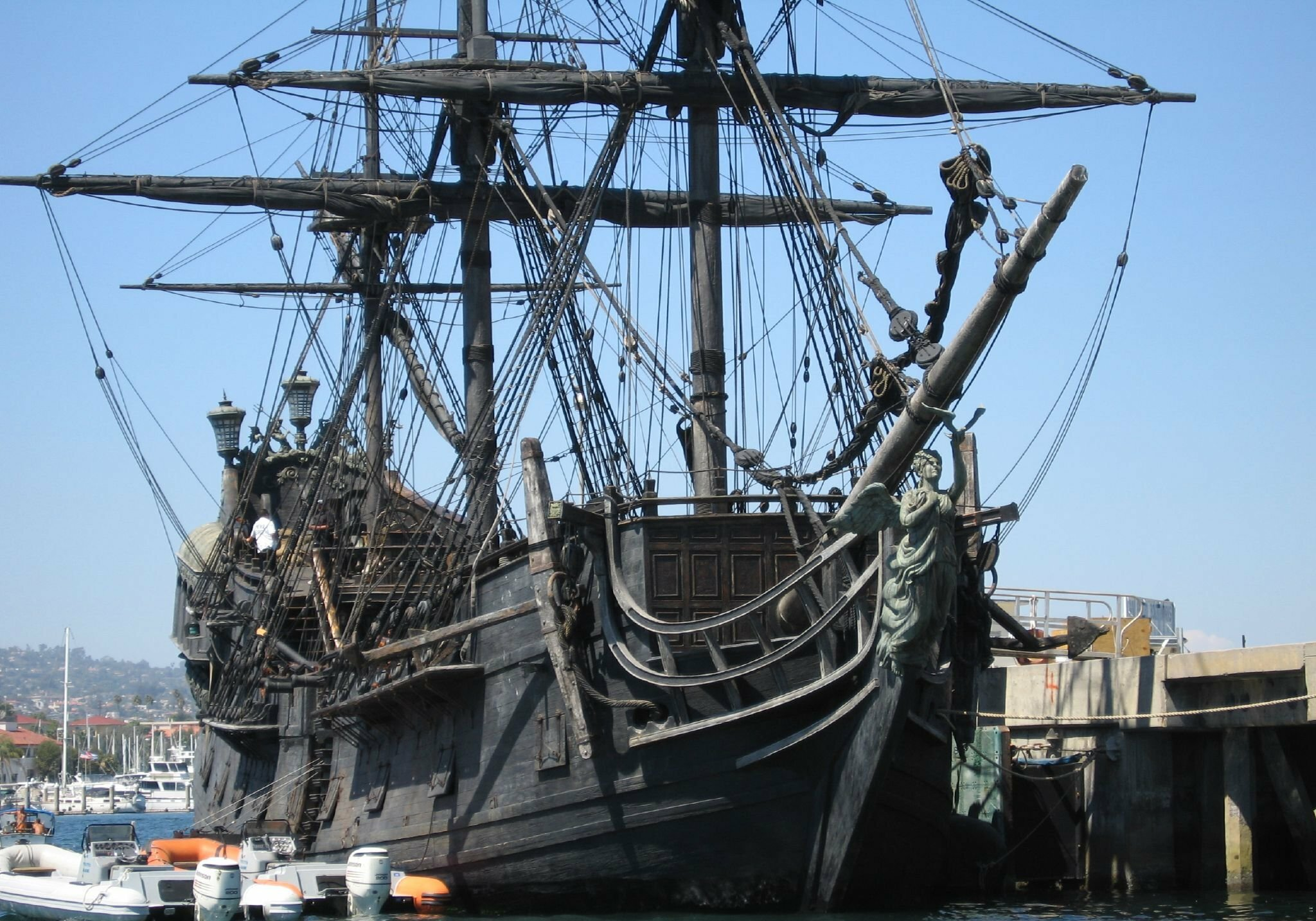
La Perla Negra en el puerto de San Pedro en 2006.

Es el barco más veloz de todos los mares, usando unas velas negras desgarradas, que luego fueron reparadas. Cuenta con un armamento total de 32 cañones de 12 libras. Sus velas negras son su característica principal para diferenciarse de los demás y su velocidad superior a cualquier navío le permite a Jack, junto con su particular brújula, llegar a cualquier lugar que él desee.

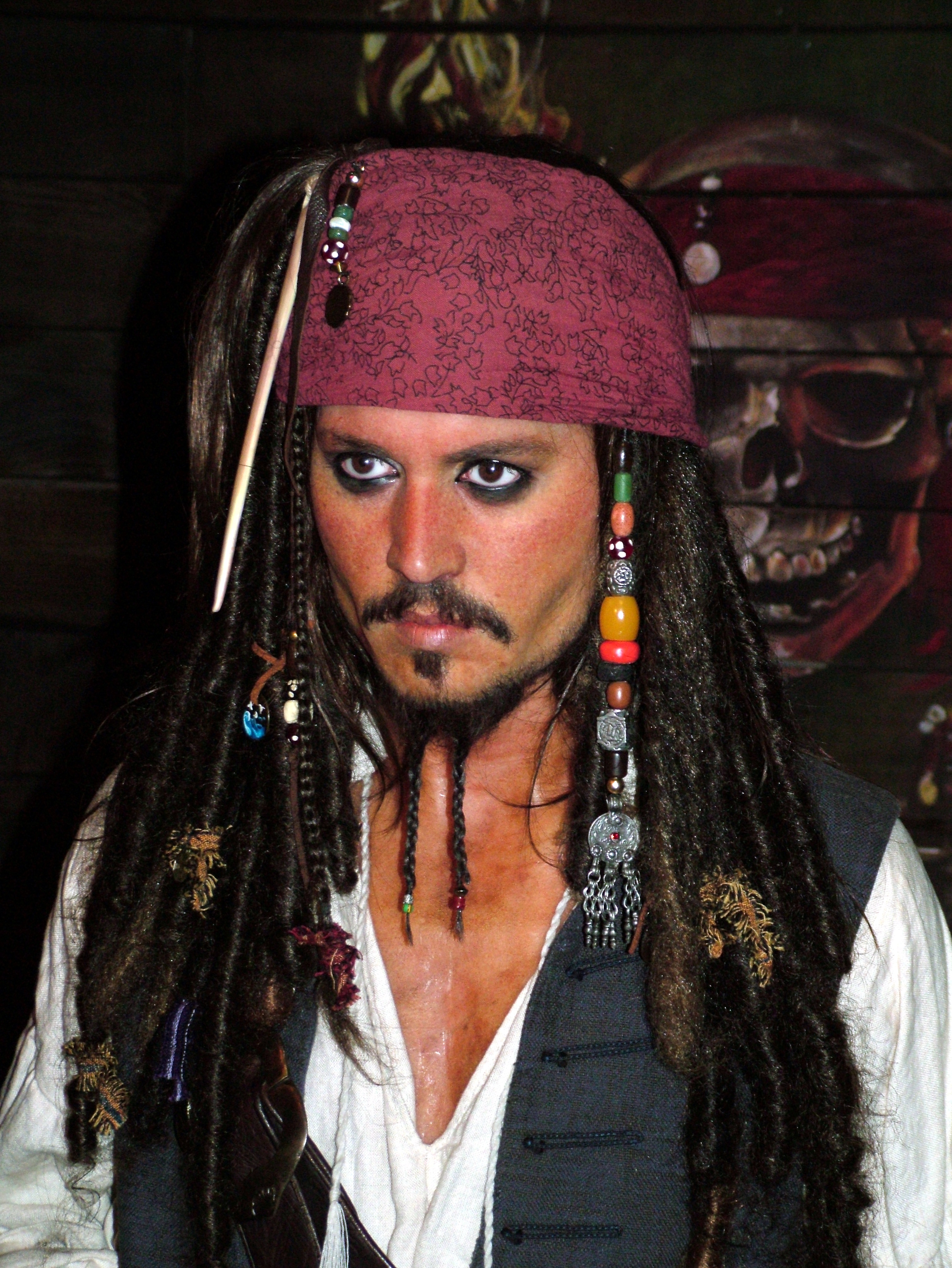
Jack Sparrow, primer y actual capitán de la Perla Negra.

En la primera película de la saga, se le ve en una escena de persecución al Interceptor, rodeado por una especie de neblina negra. Su tripulación eran unos piratas malditos que no podían morir, hasta que se rompe la maldición del oro azteca y Jack Sparrow lo recupera con piratas que reclutó en Tortuga.
Para Sparrow, La Perla Negra es el símbolo de la libertad, pues en la primera película se le oye exclamando: «[...] lo que la Perla Negra es... libertad». Además, cuando él y Elizabeth Swann son arrojados a la misma isla desierta, donde anteriormente fue abandonado por Barbossa, brindan con ron diciendo «Por la libertad, por La Perla Negra». 
Sólo existen dos barcos que igualan al Perla Negra: El Holandés Errante (capitaneado originalmente por Davy Jones y posteriormente por Will Turner) y El Venganza de la Reina Ana (de capitán Barbanegra y luego de Héctor Barbossa).

## The Wicked Wench
Construido como propiedad de la compañía East India Trading Company bajo el nombre de HEIC Wicked Wench («La Bruja del Mar» en Hispanoamérica y «La Jovencita Traviesa» en España), fue inicialmente comisionado por algún almirante o capitán de la flota inglesa, poco después fue robado por el Capitán Henry Morgan (creador del código pirata junto con el pirata Bartholomew Roberts) a la compañía East India Trading Company, quien lo capitaneó por un tiempo, hasta que murió en la Batalla del Triángulo del Diablo, dándole el mando del barco y devolviéndole la brújula al joven Jack Sparrow (al que también le reveló que la brújula apuntaba a lo que más deseara y que nunca la traicionara) el cual venció a Salazar y se quedó con The Wicked Wench navegando por un tiempo aun no determinado. Tiempo después Jack se unió a la East India Trading Company bajo el mando de Lord Cutler Beckett como corsario. Cutler lo mandó para cumplir con un encargo mercantil en las costas occidentales áfricanas. Sin embargo, cuando Jack se percata de que el encargo suponía el traslado de esclavos africanos a Port Royal, decidió liberarlos y rechazar la orden de Cutler Beckett, quién enojado por la acción de Sparrow, terminó hundiendo el barco, removiéndolo del cargo en la compañía y finalmente, tachándolo de pirata.

## El trato con Davy Jones
Finalmente, Sparrow negoció con Davy Jones —capitán del Holandés Errante y amo y señor de las profundidades—, la resurrección del Wicked Wench a cambio de su capitanía durante 13 años, los cuales al ser transcurridos le comprometían a servir a Jones durante 100 años en su barco, por lo que si trataba de rehusarse al trato, el kraken se encargaría de destruir al Wicked Wench y aprisionar a Jack Sparrow en el dominio de Jones.
Finalizada la negociación, Jack rebautizó al resucitado barco como El Perla Negra y acudió a la isla Tortuga para reclutar a su primera tripulación y encontrar el legendario tesoro maldito de Hernán Cortés oculto en la isla de la muerte. Fue entonces que acordó repartir equitativamente el contenido del tesoro entre su tripulación, sin embargo, el contramaestre Hector Barbossa encabezó un motín que terminó con el liderazgo de Sparrow, al cual lo abandonaron en una isla desierta.

## La maldición del Perla Negra
Posteriormente, la tripulación —ahora comandada por el sublevado capitán Barbossa—, encontró el tesoro —conformado por las 882 monedas aztecas malditas de Cortés y un extenso botín de utensilios de incalculable valor—, para malgastarlo en bebida, comida y mujeres. Irónicamente la maldición consistía en que ya no podían alimentarse, beber ni percibir sensaciones, convirtiéndose en una tripulación obligada a vivir como esqueletos visibles ante la luz de la luna e inmortales. A partir de ese momento «El Perla Negra» fue adquiriendo una temible reputación entre múltiples localidades del Caribe como el misterioso barco fantasma comandado por un capitán y su tripulación bajo la forma de seres con aspecto de cadáveres, pues durante una década Barbossa se dedicó a recuperar las monedas de Cortés saqueando diversos puertos, constituyendo la única forma de romper la maldición y volverse nuevamente seres humanos.

## En el dominio de Davy Jones
Siendo la maldición quebrantada durante el argumento de Pirates of the Caribbean: The Curse of the Black Pearl, Jack volvió a capitanear el barco con su nueva tripulación —adquirida en Tortuga junto a Will Turner—, siendo constantemente perseguido por el comodoro de Port Royal, James Norrington.
Sparrow buscó la manera de romper el trato hecho con Jones tiempo atrás, buscando incansablemente la localización de una singular llave, que abre el cofre donde está contenido el corazón extirpado de Davy Jones y permite manipular al monstruo marino junto a la tripulación del Holandés Errante. Sin embargo, finalmente el barco acaba destruido materialmente por el kraken, llevándose consigo a Jack hacía el dominio de Davy Jones, un purgatorio sin aparente salida estratégica.

## El retorno de La Perla Negra
Después de la resurrección de Barbossa por Tía Dalma, la anterior tripulación sobreviviente del desaparecido barco comandado por Sparrow se ve en la arriesgada misión de dirigirse hacía el fin del mundo para rescatar el barco y a su capitán. Lo anterior solo lo logran tras robarle a Sao Feng las cartas de navegación que muestran el camino idóneo para llegar a los dominios de Jones.
Al llegar visualizan a Jack a bordo del Perla Negra, siendo este último transportado a través del relieve desértico por centenares de cangrejos nacidos por la acción mágica de Dalma. Finalmente tratan de escapar del purgatorio sin conseguir éxito en la decodificación de las cartas robadas hasta que Jack consigue descifrarlas y devolver al «mundo de los vivos» el barco junto con la tripulación.
El Perla fue el barco insignia de la hermandad de los señores de la piratería durante la guerra declarada por la capitana Elizabeth Swann y se enfrentó en una épica batalla contra el Holandés Errante, saliendo victorioso y ocasionando la muerte del entonces capitán del holandés Davy Jones, mando que fue tomado por el ya entonces capitán Will Turner.
El Perla Negra junto con el Holandés Errante, fueron los barcos encargados de hundir al Endeavour en esa misma batalla y causando la muerte de Lord Becket.
Después, en Tortuga, el Perla Negra fue robado por el capitán Barbossa y abandonando a Jack Sparrow en la isla de Tortuga.

## El enfrentamiento con La Venganza de la Reina Ana o The Queen Anne's Revenge
Después de que el barco zarpara de Tortuga, Jack Sparrow se encuentra con Barbossa (al cual le falta una pierna, que es sustituida por una pata de palo) en Londres, quien ahora es un corsario al servicio de la Marina Real británica.
La reunión se llevó a cabo en presencia del rey de Inglaterra. Cuando Jack interroga a Barbossa sobre el paradero del Perla Negra, Barbossa contesta que yace en el fondo del mar. Sparrow reclama al capitán inglés que debería haberse hundido junto a su barco.
Tiempo después, Barbossa confiesa a Jack que el Venganza de la Reina Ana fue el causante del ataque que acabó con el Perla, al mando del malvado y despiadado capitán Edward Teach, conocido como Barbanegra.
Barbossa dijo que el Perla fue controlada por la espada de Barbanegra; las cuerdas del barco atacaron a los tripulantes, y Barbossa, al verse atado de una pierna, se la cortó y escapó para poder buscar venganza.
Barbanegra guardó el Perla Negra en una botella como trofeo. Más tarde, una vez muerto Edward Teach, Sparrow y su maestre Joshamee Gibbs recuperan la botella junto con el Perla y buscarán la manera de liberarlo.

## El escape del Perla Negra de la botella de Barbanegra
En la quinta entrega de Piratas del Caribe, aún al principio se podía observar al Perla Negra aún en la botella de donde Barbanegra lo encerró, la cual Jack llevaba en su chaqueta todo el tiempo, hasta encontrar la forma de sacar su querido barco.
Mientras Jack escapaba del Capitán Salazar, arriba a una isla donde estaba seguro, debido a que Salazar no podía tocar tierra firme, ya que, si lo hacía, se desvanecería, tal como pasó con algunos de sus hombres a lo largo de la película; enfurecido, Salazar manda a Barbossa en búsqueda de Jack a la isla.
Barbossa encuentra a Jack en medio de un matrimonio forzado donde forzan a Jack a hacer el papel del novio. Jack piensa que Barbossa vino para entregarlo a Salazar, pero los planes de Barbossa eran muy diferentes. Barbossa propone enfrentarse a Salazar y ayudar a buscar el Tridente de Poseidón. Para ello necesitan escapar de la isla, pero para tal hazaña no contaban un navío, así que Barbossa desenvaina la espada con el cual Barbanegra controló el Venganza De La Reina Ana y de un certero golpe "apuñala" a Jack; Jack se mira el pecho con terror, pero no fue así. Barbossa apuñaló la botella que contenía el Perla Negra, rompiendola poco a poco.
Ya fuera de la botella y con la magia negra de la espada de Barbanegra, Jack, al ver que éste empezaba a aumentar de tamaño, intenta llevarlo a una roca, pero deja de crecer y todos se preguntan que pasó, a lo cual Barbossa responde «Necesita agua del mar», así que toma al pequeño Perla y lo lanza al mar donde el pequeño bote se voltea y se hunde. Las esperanzas parecían perdidas, pero de pronto sale del agua el Perla Negra de tamaño normal, al cual todos abordan. Así, Jack y los demás escapan de la isla para ir en busca del Tridente de Poseidón y así derrotar al Capitán Salazar.
Al final de la película, Jack se queda con el Perla Negra.

## Renacimiento continuo
Cuando Jack Sparrow fue encargado de transportar esclavos de África en el «Wicked Wench», «Bootstrap» Bill Turner lo convenció de liberarlos, El Endeavour (el barco de Lord Cudler Becket) lo hundió, Jack fue capturado y Becket le marco con hierro rojo la letra «P» de Pirata, Jack como venganza castró a Becket e hizo un trato con Davy Jones rescatando el barco del fondo del océano dándole un plazo de trece años como su capitán, Jack lo rebautizó como La Perla Negra. Al final de la segunda película, La Perla Negra confronta al Holandés Errante y gracias a su velocidad logra escapar, pero Davy Jones envía al Kraken para llevarse a la Perla Negra a las profundidades del mar; Jack es atado con una cadena al barco por Elizabeth Swan. Jack tiene una mancha negra en la mano (la cual atrae al kraken) y Jack Sparrow se hunde con su barco y es llevado a los confines del mundo. Este es el fin del famoso barco, pero en la tercera película, es traído de vuelta junto con Jack Sparrow gracias a la valentía de su tripulación, y finalmente, se lo vuelve a llevar Barbossa para (en la cuarta película) encontrar la Fuente de la Juventud. Barbanegra en un ataque relámpago vence a Barbossa capturando la Perla, con brujería la encierra (aunque con el mono Jack adentro) en una botella y la guarda como trofeo al igual que todas las embarcaciones con las que combatío. Al morir Barbanegra a manos de Barbossa, La Perla Negra es recuperada junto con los demás barcos embotellados por el maestre Gibbs. Este entrega las botellas (entre las cuales está la Perla) a Jack Sparrow.
Piratas del Caribe: La venganza de Salazar.
Han pasado cinco años desde los eventos en la fuente de la juventud y Jack Sparrow aun no saca al Perla Negra de la botella. Por lo que, en azares del destino, y luego de que se reencuentra con Barbossa en la quinta entrega, ambos liberan al Perla bajo la magia de la espada de Barbanegra, misma que fue arrebatada por su dueño original desde su muerte en la fuente de la juventud. Jack recupera el título de capitán,

## Capitanes
- Jack Sparrow (? años): Al momento en que a Jack se le nombró capitán del «Wicked Wench» tras vencer a Salazar, no se sabe con certeza cuánto tiempo transcurrió hasta que Lord Cutler Beckett la hundió y Davy Jones resucitó la nave, rebautizada como El Perla Negra por el mismo Jack. Pasaron 2 años legítimos hasta que lo amotinaron y abandonaron en una isla. Luego, después de los sucesos de la 1.ª película, Jack vuelve a capitanear al Perla. En la 4.ª película El Perla cae en manos de Barbanegra. Al final con la muerte de Barbanegra, Jack recupera al Perla (esta vez atrapado en una botella) y se va con Gibbs. Al final de la película La Venganza De Salazar, Jack vuelve a capitanear El Perla Negra.
- Héctor Barbossa (25 años): Barbossa fue el capitán del Perla por 10 años (desde que inició el motín contra Jack hasta que lo perdió contra Jack). Luego de los sucesos de la 3.ª película, Barbossa abandona a Jack en Tortuga, nuevamente, y capitanea El Perla por otros 15 años. Después, en los sucesos de la 4.ª película, se convierte en el capitán del Venganza De La Reina Ana y Jack se queda con el Perla atrapado en la botella. En la 5.ª película al sacar al Perla Negra de la botella, Barbossa toma el control de la nave y la capitanea hasta su muerte al matar a Salazar salvando a su hija.